# Фаваро А (Бјела)
Фаваро А је насеље у Италији у округу Бијела, региону Пијемонт.
Према процени из 2011. у насељу је живело 9 становника. Насеље се налази на надморској висини од 813 м.